# Вудлон (округ Балтімор, Меріленд)
Вудлон (англ. Woodlawn) — переписна місцевість (CDP) в США, в окрузі Балтимор штату Меріленд. Населення — 39 986 осіб (2020).

## Географія
Вудлон розташований за координатами 39°18′20″ пн. ш. 76°44′52″ зх. д. / 39.30556° пн. ш. 76.74778° зх. д. (39.305522, -76.747814).  За даними Бюро перепису населення США в 2010 році переписна місцевість мала площу 24,79 км², з яких 24,70 км² — суходіл та 0,08 км² — водойми.

## Демографія
Згідно з переписом 2010 року, у селищі мешкало 37 879 осіб у 14 513 домогосподарствах у складі 9416 родин. Густота населення становила 1528 осіб/км².  Було 15417 помешкань (622/км²).
Расовий склад населення:
| - 61,5 % — чорних або афроамериканців - 23,3 % — білих - 8,9 % — азіатів - 0,4 % — корінних американців - 2,7 % — осіб інших рас |

До двох чи більше рас належало 3,1 %. Частка іспаномовних становила 5,8 % від усіх жителів.
За віковим діапазоном населення розподілялося таким чином: 23,5 % — особи молодші 18 років, 65,1 % — особи у віці 18—64 років, 11,4 % — особи у віці 65 років та старші. Медіана віку мешканця становила 37,4 року. На 100 осіб жіночої статі у селищі припадало 88,4 чоловіків;  на 100 жінок у віці від 18 років та старших — 84,4 чоловіків також старших 18 років.
Середній дохід на одне домашнє господарство  становив 77 714 долари США (медіана — 65 674), а середній дохід на одну сім'ю — 86 867 доларів (медіана — 74 663). Медіана доходів становила 49 944 долари для чоловіків та 47 115 доларів для жінок. За межею бідності перебувало 8,7 % осіб, у тому числі 12,3 % дітей у віці до 18 років та 9,6 % осіб у віці 65 років та старших.
Цивільне працевлаштоване населення становило 20 413 особи. Основні галузі зайнятості: освіта, охорона здоров'я та соціальна допомога — 27,9 %, публічна адміністрація — 13,8 %, науковці, спеціалісти, менеджери — 11,8 %, роздрібна торгівля — 10,9 %.